# Линовицька селищна територіальна громада
Линовицька селищна територіальна громада — територіальна громада в Україні, у Прилуцькому районі Чернігівської області. Адміністративний центр — селищеЛиновиця.
Площа громади — 123,07 км², населення — 3663 мешканці (2018).
Утворена 22 серпня 2017 року шляхом об'єднання Линовицької селищної ради та Бубнівщинської, Даньківської, Новогребельської сільських рад Прилуцького району.
Відповідно до розпорядження Кабінету Міністрів України № 730-р від 12 червня 2020 року «Про визначення адміністративних центрів та затвердження територій територіальних громад Чернігівської області», до складу громади були включені території Богданівської та Удайцівської сільських рад Прилуцького району.
Відповідно до постанови Верховної Ради України від 17 червня 2020 року «Про утворення та ліквідацію районів», громада увійшла до новоствореного Прилуцького району.

## Населені пункти
До складу громади входять 1 селище (Линовиця) і 15 сіл: Богданівка, Бубнівщина, Глинщина, Даньківка, Лутайка, Мокляки, Мохнівка, Нетягівщина, Нова Гребля, Онищенків, Полонки, Тополя, Турківка, Стасівщина та Удайці.

## Старостинські округи[4]
- Богданівський
- Бубнівщинський
- Даньківський
- Новогребельський
- Удайцівський